# Christophe Coppens
Christophe Coppens (1969) is een Belgisch beeldend kunstenaar. Hij leeft en werkt in Los Angeles. Tot 2012 stond hij internationaal bekend als modeontwerper (accessoires) en hoedenontwerper.

## Modeontwerper
Coppens werd opgeleid als theaterregisseur en acteur. Op 21-jarige leeftijd richtte hij zijn eigen label voor modeaccessoires op. Zijn eerste experimentele hoedencollectie werd snel internationaal opgemerkt; in de jaren daarna ontwierp hij volledige collecties accessoires voor mannen en vrouwen en opende hij eigen winkels in Antwerpen, Brugge en Brussel.
In deze periode werkte hij regelmatig samen met internationale modeontwerpers. Coppens ontwierp hoeden voor de modeshows van onder andere Issey Miyake en Guy Laroche. Coppens heeft ook accessoires gemaakt voor popsterren zoals Rihanna, Grace Jones, de Scissor Sisters en Beth Ditto. Met Róisín Murphy werkte hij uitgebreid samen, aan de kleding die ze droeg tijdens haar wereldtournee 'Overpowered' in 2008-2006. Hij maakte ook accessoires voor de Belgische koninklijke familie.

## Kunstenaar
In 2012 nam Coppens officieel afscheid van de mode-industrie om zich volledig aan beeldende kunst te wijden.

## Prijzen
- Han Nefkens Fashion Award 2008

## Tentoonstellingen (selectie)
- “Everything is Local ; Landscape Part 1”, 2013, Museum Boijmans Van Beuningen, Rotterdam
- “The Art Of Fashion”, 2009, groepstentoonstelling Museum Boijmans Van Beuningen, Rotterdam
- “No References”, 2008, Platform 21, Amsterdam
- “The Dollhouse III: Return to the Dollhouse”, 2003, Z33, Hasselt
- “The Dollhouse II: Life Goes On”, 2002, Brakke Grond, Amsterdam
- “The Dollhouse”, 2001, Museum Charlier, Brussel